# Apicia rhumata
Apicia rhumata är en fjärilsart som beskrevs av Walker 1860. Apicia rhumata ingår i släktet Apicia och familjen mätare. Inga underarter finns listade i Catalogue of Life.